# 古宰伊勒盐沼
29°50′N 19°45′E / 29.833°N 19.750°E
古宰伊勒盐沼是利比亚的地理最低点，在海平面以下47米（154英尺），位于锡德拉湾东南，在昔兰尼加地区的绿洲省。
该地区今日为陆地，但至少在全新世时仍被水覆盖。
艾季达比耶是该地区的主要城市，也是绿洲省的首府，位于古宰伊勒盐沼东北的锡德拉湾海岸。另一座城市为布雷加，地处大海与低洼地带的楔形地带。